# Theloderma moloch
Theloderma moloch är en groddjursart som först beskrevs av Annandale 1912.  Theloderma moloch ingår i släktet Theloderma och familjen trädgrodor. IUCN kategoriserar arten globalt som sårbar. Inga underarter finns listade i Catalogue of Life.